# Hilfsorganisation
Eine Hilfsorganisation ist eine Organisation mit dem Zweck, Menschen oder Tieren zu helfen oder Sachwerte wie besonders schützenswerte Kulturgüter zu schützen.
Humanitäre Hilfsorganisationen konzentrieren sich auf die Hilfe für Menschen. Die zwei größten Arten der humanitären Hilfsorganisationen sind Entwicklungshilfeorganisationen und Nothilfeorganisationen.
Beide Organisationsformen haben einen Doppelnutzen. Zum einen trainieren diese Organisationen ihre Mitglieder (häufig Einsatzkräfte genannt) im Bereich der Selbstwirksamkeit. Außerdem befähigen sie ihre Mitglieder anderen Menschen in außergewöhnlichen, meist überfordernden Situationen akut zu helfen.
Abzugrenzen sind sogenannte unorganisierte Spontanhelfer. Helfen mehrere Menschen spontan gemeinsam, so bilden diese unter Umständen in Deutschland nach § 705 des Bürgerlichen Gesetzbuchs (BGB) durch konkludentes Handeln bereits eine Gesellschaft bürgerlichen Rechts, wenn diese wirtschaftlich tätig werden.

## Arten
Hilfsorganisationen können nach dem Hilfezweck eingeteilt werden:
- allgemeine Hilfsorganisationen, die verschiedene Zwecke unterstützen
  - Service-Organisationen: Lions, Rotary, Zonta, Soroptimisten, Kiwanis
- Humanitäre Hilfsorganisationen
  - Notfall- und Katastrophenhilfe
    - humanitär technische Unterstützung
      - auf Eigeninitiative: I.S.A.R. Germany, @fire Internationaler Katastrophenschutz Deutschland
      - im Auftrag der Bundesregierung: Technisches Hilfswerk
      - im Auftrag der für Gefahrenabwehr zuständigen Stellen (z. B. Länder und Kommunen): Feuerwehr und Rettungsdienste (z. B. Arbeiter-Samariter-Bund [ASB], Malteser Hilfsdienst [MHD], Notfallseelsorge)
      - Wasser- und Seenotrettung: Deutsche Lebens-Rettungs-Gesellschaft, Deutsche Gesellschaft zur Rettung Schiffbrüchiger
      - Luftrettung: DRF Luftrettung

    - humanitär finanzielle Unterstützung: Aktion Deutschland hilft, Caritas internationalis, Artesans-ResQ

  - Ernährungs- und Versorgungshilfe: Brot für die Welt, Care
  - Kinder- und Jugendhilfe: UNICEF Kinderhilfswerk, Kindernothilfe
  - medizinische Hilfe
    - allgemeine medizinische Hilfe: Deutsches Rotes Kreuz, Ärzte ohne Grenzen
    - Krankentransport: Johanniter Unfallhilfe
    - Blindenhilfe, Sehkraft-Hilfe: Christoffel Blindenmission, Deutsches Katholisches Blindenwerk
    - Krebs-Hilfe: Stiftung Deutsche Krebshilfe
    - Patienten-Selbsthilfegruppen: Selbsthilfe-Netzwerk, OSD Osteoporose Selbsthilfegruppen Dachverband
- Tierhilfe, Naturschutzorganisationen: Deutscher Tierschutzbund, NABU, Global Nature Fund
- Umweltschutzorganisationen: Greenpeace, WWF

Hier wurden nur einzelne Beispiele von Organisationen genannt. Viele Organisationen übernehmen mehrere Aufgaben, zum Beispiel führt das DRK Krankentransporte durch, betreibt Krankenhäuser, betätigt sich in der Jugendhilfe und liefert medizinische Unterstützung in Kriegsgebieten.

### Humanitäre Hilfsorganisationen
Als humanitäre Hilfe im engeren Sinne bezeichnet man die materielle und logistische Bereitstellung und Verteilung von Hilfsmitteln zum Schutz von Menschen in einer humanitären Notlage. Solche Notlagen entstehen durch eine medizinische Katastrophe, eine Naturkatastrophe oder durch einen bewaffneten Konflikt. Hilfsorganisationen sind meist unparteiisch und neutral und konzentrieren sich auf die Beseitigung des Leidens der betroffenen Bevölkerung. Im weiteren Sinne ist humanitäre Hilfe auch die langfristige Entwicklungszusammenarbeit.

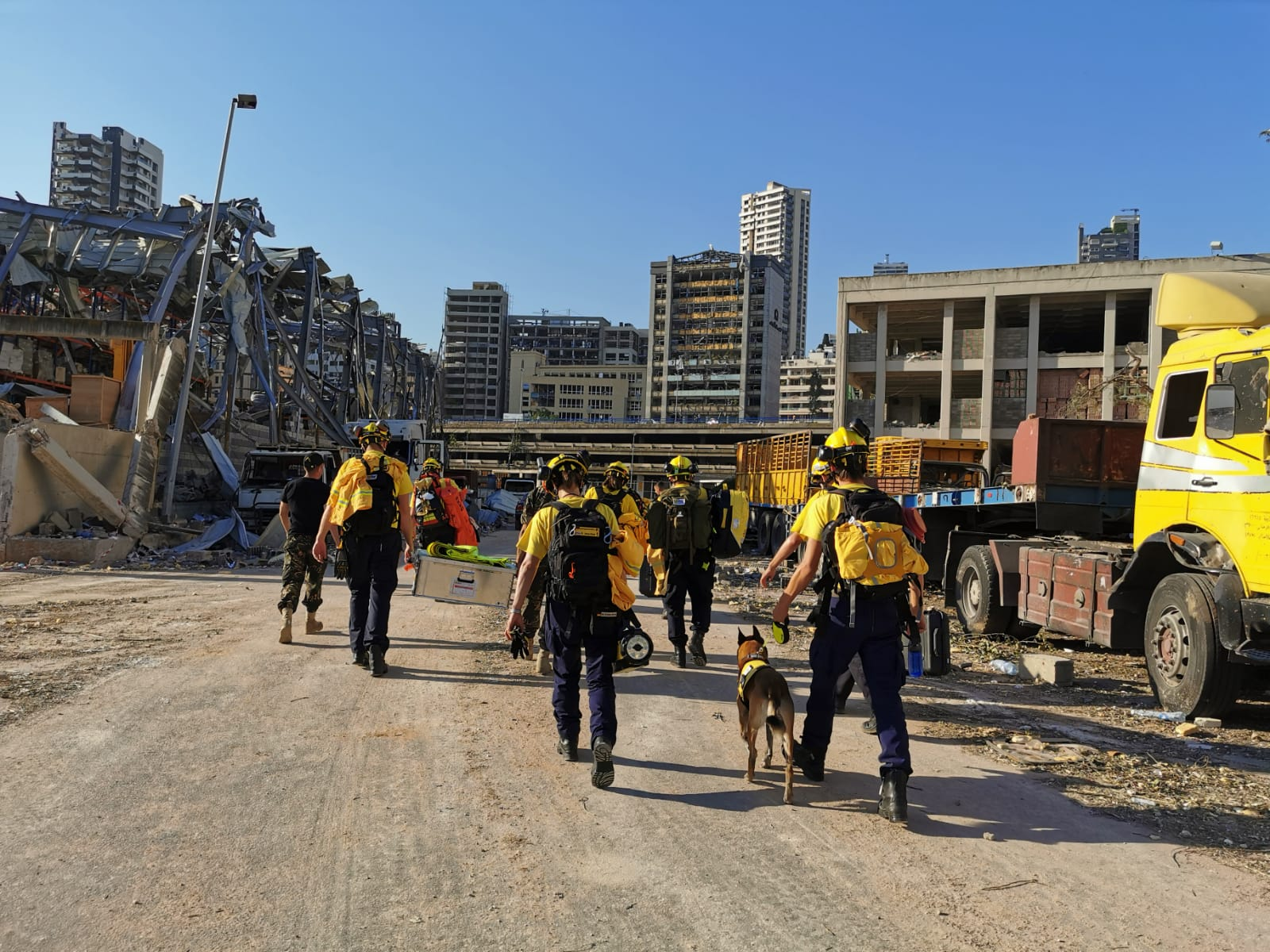
Hilfsorganisation „@fire“ hilft nach Explosion in Beirut

Die Hilfsorganisationen sind zum Teil sehr spezialisiert. In Deutschland gibt es etwa Aktion Deutschland Hilft, eine Gemeinschaft von 17 Hilfsorganisationen, um im Falle großer Katastrophen und Notsituationen im Ausland gemeinsam schnelle und effektive Hilfe zu leisten. Ärzte der Welt und Ärzte ohne Grenzen als medizinische Hilfe, Bündnis Entwicklung Hilft zur Bündelung der humanitären Hilfe im Weiteren Sinne, SEEBA- und SEEWA-Einheiten des Technischen Hilfswerks für Logistik, Verkehr und Infrastruktur und World Vision Deutschland speziell für Kinderversorgung.
Ein weiteres Ziel der Hilfsorganisationen ist die Vorbeugung; hierzu zählt zum einen die Aufklärung über Gefahren und zum anderen die Ausbildung der Bevölkerung in Erster Hilfe (beispielsweise Kurse für Führerscheinbewerber oder betriebliche Ersthelfer). Um eine einheitliche Ausbildung zu gewährleisten, haben sich in Deutschland fünf Hilfsorganisationen (ASB, DLRG, DRK, JUH und MHD) in der Bundesarbeitsgemeinschaft Erste Hilfe zusammengeschlossen.
Die Hilfsorganisationen bieten regelmäßig Plätze im Bundesfreiwilligendienst an. Die Abgrenzung einer Hilfsorganisation zu einem Hilfsverein fällt nicht immer leicht. Der Unterschied definiert sich aus dem Begriff Organisation: Führung, Kommunikation, Struktur und Arbeitsfähigkeit aus dem Stand heraus. Eine Hilfsorganisation ist in der Lage, ständig eine große Menge Helfer zu mobilisieren. Ein Hilfsverein dagegen hat diese Fähigkeit nicht.

#### Entwicklungszusammenarbeit
Die früher eher paternalistische Entwicklungshilfe oder heute meist partnerschaftliche Entwicklungszusammenarbeit ist das gemeinsame Bemühen von Industrieländern und Entwicklungsländern, weltweite Unterschiede in der sozioökonomischen Entwicklung und in den allgemeinen Lebensbedingungen dauerhaft und nachhaltig abzubauen. Die Bundeszentrale für politische Bildung versteht unter Entwicklungszusammenarbeit die „Gesamtheit aller staatlichen und privaten Maßnahmen, die von Industrieländern und internationalen Organisationen (z. B. Weltbank) zur wirtschaftlichen und sozialen Förderung von Entwicklungsländern getroffen werden“.

#### Nothilfe und Notfallvorsorge
Eine Nothilfeorganisation dient zur Abwehr von Gefahren für die Gesundheit und das Leben von Menschen, sowie von Sachgütern. Überwiegend nehmen sie Aufgaben im Bereich des Gesundheitswesens wahr, z. B. Sanitätswachdienste bei Großveranstaltungen aller Art, Rettungsdienst, Hilfe von pflegebedürftigen Menschen oder Krankenrückholung aus dem Ausland. Einige Organisationen haben spezielle Aufgabengebiete wie Bergrettungsdienst, Grubenrettung, Höhlenrettung, Luftrettung, Seenotrettung oder Wasserrettung übernommen. Im weiteren Sinne zählen auch Feuerwehren und das THW zu den Hilfsorganisationen. Einige sind auch im Zivil- und Katastrophenschutz mit seinen diversen Fachdiensten tätig.
Das Deutsche Rote Kreuz, die Johanniter-Unfall-Hilfe und der Malteser Hilfsdienst sind als freiwillige Hilfsgesellschaften nach Artikel 26 des Genfer Abkommens I vom 12. August 1949 zur Verbesserung des Loses der Verwundeten und Kranken der bewaffneten Kräfte im Felde anerkannt. Über eine Anerkennung im Sinne von Artikel 63 des Genfer Abkommens IV vom 12. August 1949 über den Schutz von Zivilpersonen in Kriegszeiten verfügen neben diesen drei Organisationen auch der Arbeiter-Samariter-Bund und die Deutsche Lebens-Rettungs-Gesellschaft.

#### Gesundheitshilfe
In der Gesundheitshilfe in Deutschland haben Organisationen zur Bekämpfung der Volkskrankheit Krebs eine wachsende Bedeutung. Dabei hat die Deutsche Krebshilfe das Ziel, Krebskrankheiten in all ihren Erscheinungsformen zu bekämpfen und die Hilfsprojekte ausschließlich aus Spenden zu finanzieren. Die Krebshilfe und die Deutsche Krebsgesellschaft als die älteste onkologische Fachgesellschaft in Deutschland wirken in der kostenlosen Informationsarbeit und bei Projekten seit 2012 zusammen. Nach dem Motto „Helfen. Forschen. Informieren.“ fördert die Krebshilfe Projekte zur Verbesserung der Prävention, Früherkennung, Diagnose, Therapie, medizinischen Nachsorge und psychosozialen Versorgung einschließlich der Krebs-Selbsthilfe. Inzwischen haben sich zehn bundesweite Hilfsorganisationen im Haus der Krebs-Selbsthilfe zusammengeschlossen. Finanziert wird diese Organisation durch Mitgliedsbeiträge sowie Fördergelder und Spenden.

#### Kinderhilfswerke
Kinderhilfswerke sind gemeinnützige humanitäre Hilfsorganisationen, die sich besonders für die Förderung von Kindern und deren sozialem Umfeld einsetzen, mit dem Ziel, die Lebensverhältnisse von Kindern in einzelnen Ländern und weltweit zu verbessern.
Kinderhilfswerke sind rund um den Globus vor allem in den ärmeren Regionen und Entwicklungsländern aktiv.
Ihre Hilfe bewirkt die Verbesserung der sozialen Verhältnisse, in denen Kinder leben, ihrer gesundheitlichen Versorgung, ihrer Erziehung, schulischen und beruflichen Ausbildung, und den Schutz der Kinderrechte, bzw. den Schutz von Kindern vor allen Formen von Ausbeutung und Missbrauch. Kinderhilfswerke unterscheiden sich von Hilfsorganisationen, die mit ihren Projekten allgemein Menschen in Not helfen, aufgrund ihrer speziellen Zielgruppe.
Kinderhilfswerke finanzieren ihre humanitäre Arbeit in der Regel mit Spenden, oft in Form von Patenschaften, manchmal auch durch Sponsoring, bzw. besonderes Engagement von Firmen, Stiftungen oder Einzelpersonen.
Das weltweit größte unabhängige Kinderhilfswerk ist Save the Children.
Einige weitere große internationale Kinderhilfswerke sind UNICEF, terre des hommes, SOS-Kinderdorf, Plan International, World Vision Deutschland, Kindernothilfe, ora international, CFI Internationale Kinderhilfe und das päpstliche Kindermissionswerk „Die Sternsinger“.
Weitere Kinderhilfswerke mit Projekten im Ausland sind unter anderem CFI Internationale Kinderhilfe, die „Aktion kleiner Prinz“, das Kinderwerk Lima, der Christliche Missionsdienst und viele mehr.
Spendeneinnahmen deutscher Kinderhilfswerke und Entwicklungs-Hilfsorganisationen:
| Einrichtung                                     | 2000            | 2008           | 2009            | 2017          | 2018          | 2019 |
| ----------------------------------------------- | --------------- | -------------- | --------------- | ------------- | ------------- | ---- |
| SOS-Kinderdorf                                  | 128,3 Mio. Euro |                |                 |               |               |      |
| Kindermissionswerk „Die Sternsinger“            | 29,9 Mio. Euro  | 39,7 Mio. Euro | 39,6 Mio. Euro  |               |               |      |
| Adveniat                                        | 64,9 Mio. Euro  |                |                 |               |               |      |
| missio                                          | 62,7 Mio. Euro  |                |                 |               |               |      |
| UNICEF                                          | 62,6 Mio. Euro  |                |                 |               |               |      |
| Misereor                                        | 61,7 Mio. Euro  |                |                 |               |               |      |
| Brot für die Welt                               | 61,2 Mio. Euro  |                |                 |               |               |      |
| Kindernothilfe                                  | 42,2 Mio. Euro  |                |                 |               |               |      |
| Plan International                              | 34,5 Mio. Euro  |                |                 |               |               |      |
| Deutsche Welthungerhilfe                        | 32,7 Mio. Euro  |                | 133,0 Mio. Euro |               |               |      |
| World Vision Deutschland                        | 22,3 Mio. Euro  | 58,2 Mio. Euro | 64,4 Mio. Euro  |               |               |      |
| terre des hommes                                | 11,8 Mio. Euro  |                |                 |               |               |      |
| ChildFund Deutschland                           | 6,71 Mio. Euro  | 9,61 Mio. Euro | 8,9 Mio. Euro   |               |               |      |
| Deutsches Kinderhilfswerk                       | 4,1 Mio. Euro   |                |                 |               |               |      |
| Help – Hilfe zur Selbsthilfe                    |                 |                |                 | 5,7 Mio. Euro | 4,7 Mio. Euro |      |
| Kinderzukunft (Rudolf-Walther-Stiftung)         | 2,3 Mio. Euro   |                |                 |               |               |      |
| Kinderhilfswerk Stiftung Global-Care            | 1,3 Mio. Euro   |                |                 |               |               |      |
| National Help Program Albania-Kinderhaus Tirana | 1,3 Mio. DM     |                |                 |               |               |      |
| Save the Children                               |                 | 3,16 Mio. Euro | 4,23 Mio. Euro  |               |               |      |

### Tierhilfsorganisation
Als Tierhilfe bzw. Tiernothilfe bezeichnet man die Versorgung von Tieren in Notsituationen. Eine Notsituation kann zum Beispiel durch eine Naturkatastrophe oder eine tierverachtende Haltung darstellen. In solchen Notlagen helfen Organisationen, wie z. B. die WSPA Welttierschutzgesellschaft und der Internationale Tierschutz Fonds (IFAW) u. a. mit Futter, Trinkwasser sowie medizinischer Versorgung und entwickeln auch Frühwarnsysteme.

## Spenden
Das Deutsche Zentralinstitut für soziale Fragen verleiht sozialen und karitativen Organisationen mit Sitz in Deutschland, die bestimmte Kriterien erfüllen, das Spendensiegel. Es steht für die nachprüfbare, sparsame und satzungsgemäße Verwendung der Spendengelder und damit für die Seriosität und Transparenz der geprüften Organisation.
Der Deutsche Spendenrat ist ein eingetragener Verein mit Sitz in Berlin und versteht sich als Dachverband Spenden sammelnder gemeinnütziger Organisationen. Ihm gehören private und kirchliche Vereinigungen aus den Tätigkeitsbereichen der humanitären Hilfe sowie des Tier-, Arten- und Naturschutzes an.
In der Schweiz erteilt die Stiftung ZEWO gemeinnützigen Organisationen ein „Gütezeichen“, welches den verantwortungsvollen und transparenten Umgang mit Spendengeldern bestätigt.